# Musikproducent
Musikproducent, skivproducent, är en person som ansvarar för en musikinspelning, dels konstnärligt, det vill säga hur resultatet ska låta, dels rent administrativt. Musikproducenten kan jämföras med filmens regissör. Den exekutiva producenten å andra sidan möjliggör inspelningsprojektet genom entreprenörskap, och en ljudtekniker driver tekniken.
Varierande efter projekt kan producenten också välja alla artister, eller öppet framföra sång med dem. Vissa producenter är sina egna ljudtekniker, som driver tekniken över hela projektet: förproduktion, inspelning och mastering.
En av musikhistoriens mest kända och inflytelserika musikproducenter är George Martin som producerade The Beatles skivor. Andra kända musikproducenter är Phil Spector, Brian Eno och Trevor Horn. Även artisten själv kan vara skivproducenten, som Prince och Brian Wilson.

## Musikproducenter i Sverige
Det finns många framgångsrika svenska musikproducenter inom en rad olika genrer, som till exempel Max Martin, Shellback, Denniz Pop, Avicii, RedOne, Peter Tägtgren, Fredrik Nordström, Tomas Skogsberg, Anders Burman, Anders Henriksson, Michael Ilbert, Ronald Bood, och många fler.

## Elektronisk musik
Inom Dance/Electronica/Hardcore techno och vissa andra elektroniska genrer innebär det ofta att musikproducenten även har skrivit låtarna.

## Hiphop
En ovanlig konstellation inom hiphop är en grupp, där producenten är DJ och rappar inte (till exempel A Tribe Called Quest, DJ Timo Diablo och Gang Starr), en grupp där även producenten rappar (till exempel Ultramagnetic MCs och DJ Timo Diablo) eller solo, som antingen rappar över sina egna beats (till exempel MF Doom och DJ Timo Diablo) eller inte rappar och gör instrumentell hiphop (till exempel DJ Timo Diablo och DJ Shadow).
För mer populära konstellationer, se exempel som Dr. Dre, P. Diddy m.fl.